# Whitney Peak
Whitney Peak (Kampala, 28 de janeiro de 2003) é uma atriz ugandês naturalizada canadense. É uma das protagonistas da série Gossip Girl, onde interpreta a Zoya Lott, antes atou em Home Before Dark, iZombie, Legends of Tomorrow e em Chilling Adventures of Sabrina da Netflix.

## Biografia e Carreira
Nascida em Kampala, Uganda, Peak é a filha mais nova de um cabeleireiro de Uganda e de um piloto e engenheiro canadense. Ela frequentou um colégio interno, foi uma nadadora competitiva e viajou com seu pai quando criança.  Sua família se mudou para o Canadá em 2012, estabelecendo-se em Port Coquitlam, British Columbia, onde Peak mudou para uma escola pública. 

## Filmografia
| Ano       | Título                               | Personagem       | Notes                                  |
| --------- | ------------------------------------ | ---------------- | -------------------------------------- |
| 2017      | Campfire Kiss                        | Gillian          | Filme                                  |
| 2017      | Molly's Game                         | Stella           | Filme                                  |
| 2018      | Legends of Tomorrow                  | Lenise           | Episódio: "Mais uma chatice americana" |
| 2019−2020 | Chilling Adventures of Sabrina       | Judith Blackwood | Série                                  |
| 2019      | iZombie                              | Estudante        | Episódio: "Five, Six, Seven, Ate!"     |
| 2020      | Home Before Dark                     | Alpha Jessica    | Série                                  |
| 2021-2023 | Gossip Girl                          | Zoya Lott        | Série                                  |
| 2022      | Abracadabra 2                        | Becca            | Filme                                  |
| 2026      | Jogos Vorazes: Amanhecer na Colheita | Lenore Dove      | Filme                                  |